# Esporte Clube Pinheiros 2021-2022 (pallavolo femminile)
Questa voce raccoglie le informazioni riguardanti l'Esporte Clube Pinheiros nella stagione 2021-2022.

## Stagione
L'Esporte Clube Pinheiros gioca nell'annata 2021-22 senza alcun nome sponsorizzato, utilizzando quindi la denominazione ufficiale del club.
Partecipa alla Superliga Série A ottenendo un ottavo posto nella stagione regolare, qualificandosi quindi per i play-off scudetto, dove viene estromesso dalla competizione dal Praia Clube ai quarti di finale.
In Coppa del Brasile esce ancora di scena ai quarti di finale, sempre contro il Praia Clube.
In ambito statale viene eliminato nelle semifinali del Campionato Paulista dall'Osasco, chiudendo con un quarto posto finale.

## Organigramma societario
Area direttiva
- Presidente: Ivan Castaldi Filho

Area tecnica
- Allenatore: Reinaldo Bacilieri
- Assistente allenatore: Bernardo Assis, Inácio Rodart da Silva Júnior, Silvio Forti
- Scoutman: Ubiratan Curupaná

## Rosa
| N° | Nome                | Ruolo | Data di nascita   | Nazionalità sportiva |
| -- | ------------------- | ----- | ----------------- | -------------------- |
| 1  | Rosely Nogueira     | P     | 6 marzo 2001      | Brasile              |
| 2  | Isabella Bernardo   | L     | 20 febbraio 2002  | Brasile              |
| 3  | Carolina Santos     | S     | 28 giugno 2002    | Brasile              |
| 4  | Carolina Leite      | P     | 15 novembre 1992  | Brasile              |
| 6  | Edinara Brancher    | O     | 1º febbraio 1996  | Brasile              |
| 7  | Gabriela Martins    | C     | 5 marzo 1996      | Brasile              |
| 8  | Daniele de Oliveira | C     | 4 novembre 1986   | Brasile              |
| 9  | Isis Simonetti      | P     | 19 ottobre 2003   | Brasile              |
| 10 | Talia Costa         | S     | 10 luglio 1997    | Brasile              |
| 12 | Érica Lima          | L     | 21 maggio 1996    | Brasile              |
| 13 | Camila Mesquita     | O     | 27 febbraio 2000  | Brasile              |
| 14 | Sonaly Cidrão       | S     | 20 giugno 1993    | Brasile              |
| 15 | Kelly de Souza      | C     | 21 ottobre 2001   | Brasile              |
| 16 | Larissa Gongra      | C     | 7 luglio 1991     | Brasile              |
| 17 | Alexia Cocco        | S     | 14 settembre 2001 | Brasile              |
| 18 | Vitória Parise      | S     | 21 maggio 2002    | Brasile              |
| 19 | Victória Justi      | C     | 26 novembre 2001  | Brasile              |

## Statistiche

### Statistiche di squadra
| Competizione      | Punti | In casa | In casa | In casa | In trasferta | In trasferta | In trasferta | Totale | Totale | Totale |
| Competizione      | Punti | G       | V       | P       | G            | V            | P            | G      | V      | P      |
| ----------------- | ----- | ------- | ------- | ------- | ------------ | ------------ | ------------ | ------ | ------ | ------ |
| Superliga Série A | 24    | 12      | 6       | 6       | 12           | 2            | 10           | 24     | 8      | 16     |
| Coppa del Brasile | -     | 0       | 0       | 0       | 1            | 0            | 1            | 1      | 0      | 1      |
| Totale            | -     | 12      | 6       | 6       | 13           | 2            | 11           | 25     | 8      | 17     |

### Statistiche dei giocatori
| Giocatrice     | Superliga Série A | Superliga Série A | Superliga Série A | Superliga Série A | Superliga Série A |
| Giocatrice     | P                 | PT                | AV                | MV                | BV                |
| -------------- | ----------------- | ----------------- | ----------------- | ----------------- | ----------------- |
| I. Bernardo    | 7                 | 0                 | 0                 | 0                 | 0                 |
| E. Brancher    | 23                | 311               | 270               | 35                | 6                 |
| S. Cidrão      | 23                | 201               | 179               | 15                | 8                 |
| A. Cocco       | 13                | 14                | 13                | 0                 | 1                 |
| T. Costa       | 22                | 221               | 189               | 20                | 13                |
| D. de Oliveira | 18                | 104               | 58                | 39                | 7                 |
| K. de Souza    | 5                 | 9                 | 5                 | 4                 | 0                 |
| L. Gongra      | 20                | 112               | 80                | 22                | 10                |
| V. Justi       | 1                 | 9                 | 5                 | 3                 | 1                 |
| C. Leite       | 23                | 61                | 31                | 7                 | 23                |
| É. Lima        | 20                | 1                 | 1                 | 0                 | 0                 |
| G. Martins     | 19                | 108               | 71                | 34                | 3                 |
| C. Mesquita    | 21                | 68                | 61                | 6                 | 1                 |
| R. Nogueira    | 24                | 1                 | 1                 | 0                 | 0                 |
| V. Parise      | 22                | 4                 | 2                 | 0                 | 2                 |
| C. Santos      | 14                | 29                | 29                | 0                 | 0                 |
| I. Simonetti   | -                 | -                 | -                 | -                 | -                 |

P = presenze; PT = punti totali; AV = attacchi vincenti; MV = muri vincenti; BV = battute vincenti

NB: Non sono disponibili i dati relativi alla Coppa del Brasile e, di conseguenza, quelli totali.